# Sanfedismo

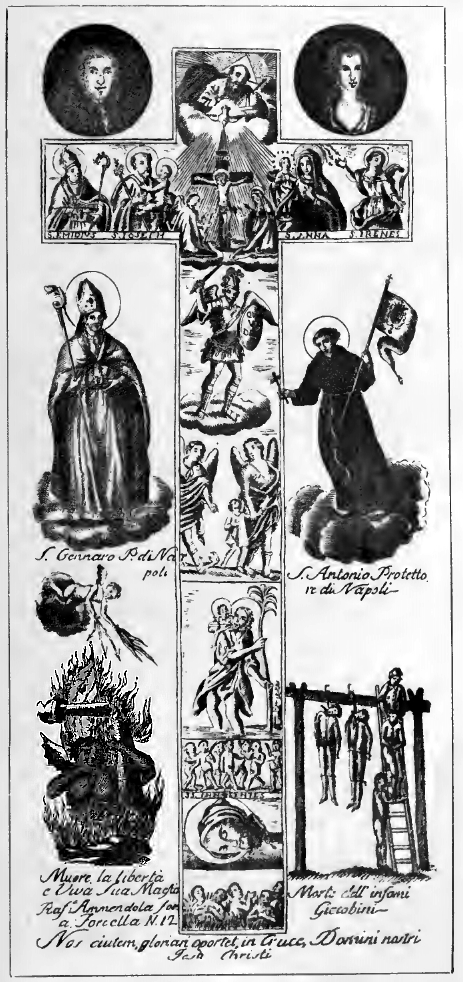
Estampa sagrada sanfedista, compuesta por una cruz historiada y representaciones históricas a los lados de la misma. Sobre los brazos de esta, se encuentran retratados los monarcas borbónicos (posiblemente Fernando I de las Dos Sicilias y María Carolina de Austria). Bajo los brazos de esta, se hallan San Jenaro y San Antonio, sosteniendo este una enseña del reino. Bajo San Jenaro, un ángel destruye con las llamas del infierno un roto árbol de la libertad, el cual coronaba un gorro frigio, y bajo el cual se halla escrito "Muera la libertad y viva Su majestad". Bajo San Antonio, se encuentran liberales ahorcados por el verdugo y, bajo ello, la frase "Muerte a los infames jacobinos". Por debajo de todo lo ya mencionado, la inscripción latina "Nos autem gloriari oportet, in Cruce, Domini Nostri Jesu Christi".

El sanfedismo (procedente de Santa Fede, "Santa Fe" en castellano), fue un movimiento contrarrevolucionario existente en la Italia meridional a finales del siglo XVIII. Este se dio sobre todo entre los años 1799 y 1814, en el marco de las guerras napoleónicas, cuando las tradicionales monarquías italianas fueron sustituidas por repúblicas hermanas, apoyadas estas por el ejército revolucionario francés. En sí, el término "sanfedista" fue creado por los jacobinos para referirse a sus opositores, pero acabó por arraigar y ser el término más empleado por la historiografía, prevaleciendo sobre "contrarrevolucionarios". Estos, por su parte, se hacían llamar a sí mismos "legitimistas" o "leales".

## En el Reino de Nápoles
El 23 de enero de 1799, cayó el Reino de Nápoles a manos de los franceses, lo que obligó a Fernando I de las Dos Sicilias (en ese momento, Fernando IV de Nápoles) a retirarse a Palermo, en Sicilia. Fue proclamada la República Partenopea (una república hermana de la francesa) y fue erigido el árbol de la libertad.
Mientras aristócratas y burgueses veían de buen grado la presencia jacobina en el reino, los estratos populares los detestaban, debido a su irreligión, los saqueos que perpetraban, los impuestos y la imposición de un servicio militar. Miles de napolitanos fueron asesinados a manos de los franceses: 1.300 personas fueron masacradas en Isola del Liri y sus alrededores; Itri y Castelforte quedaron devastados; 1.200 personas murieron en Minturno en enero de 1799, más otras 800 en abril; todos los habitantes de Castellonorato fueron masacrados; 1.500 personas pasaron por la espada en Isernia, 700 en Guardiagrele, 4.000 en Andria, 2.000 en Trani, 3.000 en San Severo, 800 en Carbonara, toda la población en Ceglie...
Frente a esta violencia, el pueblo se alzó en todo el reino. 

La monarquía napolitana, sin esperarlo, sin haberlo puesto en sus cálculos, vio a la plebe del campo y de las ciudades levantarse a su favor en todos lados, que se lanzaron a la guerra valientes para luchar y morir por religión y para el rey, y fueron llamados, entonces por primera vez, "bandas de la Santa Fe".
Benedetto Croce

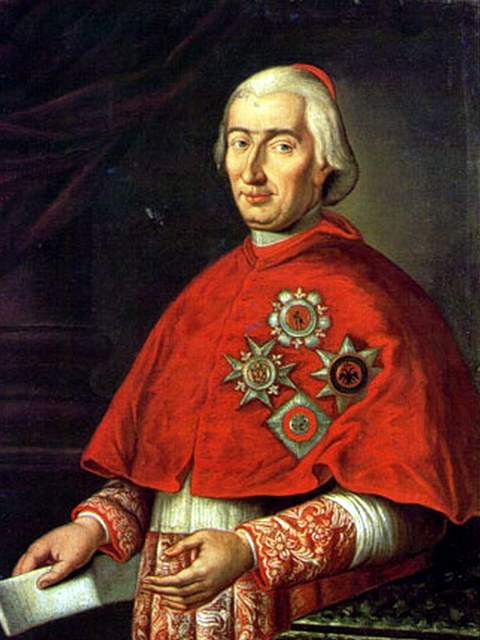
Cardenal Fabrizio Ruffo.

A principios de la primavera de 1799, el cardenal Fabrizio Ruffo anunció la constitución de un ejército cristiano y real (Armata Cristiana e Reale della Santa Fede in Nostro Signore Gesù Cristo). Decenas de miles de voluntarios acudieron en masa de todo el reino. El núcleo del ejército sanfedista lo formaban campesinos, burgueses, oficiales, incluso sacerdotes, dispuestos a abandonar la familia, el trabajo, los hogares e iglesias en defensa de la monarquía y la santa fe. 

Valientes y valientes calabreses, uníos ahora bajo el estandarte de la Santa Cruz y de nuestro amado soberano. No esperen a que el enemigo venga y contamine nuestros vecindarios de origen. Marchemos para enfrentarlo, para repelerlo y expulsarlo de nuestro reino e Italia y para romper las bárbaras cadenas de nuestro santo Pontífice. Que el estandarte de la Santa Cruz os asegure la victoria total.
Fabrizio Ruffo

El movimiento sanfedismo actuó nominalmente en nombre de Fernando I de las Dos Sicilias. El 25 de enero de 1799, dos días después de la proclamación de la República Partenopea, Fernando nombró a Ruffo, mientras ambos se refugiaban en Palermo, para que actuase como su vicario general en tierra firme. Ruffo aterrizó en Calabria el 7 de febrero, sin dinero ni armas y solo con ocho compañeros, pero portando un estandarte con las armas reales en un lado y una cruz en el otro, también con el antiguo lema "In hoc signo vinces". Ruffo tardó un mes en reunir un ejército de 17.000 hombres; en su mayoría campesinos, pero también "bandidos, eclesiásticos, mercenarios, saqueadores, devotos y asesinos". 
Durante la campaña, Ruffo mantuvo correspondencia con el secretario de Estado John Acton, informándole del progreso militar de los Sanfedisti:
- "Le ruego al rey [de Nápoles] que ordene que me envíen al menos mil pistolas y muchas cargas de perdigones de plomo" (12 de febrero)
- "Creo que conviene enviar una fragata con mortero contra Cotrone y destruirla absolutamente" (26 de febrero)
- " Catanzaro realmente se ha rendido; muchos de los peores han sido masacrados, otros hechos prisioneros" (8 de marzo)
- " Cosenza ha sido tomada y saqueada" (19 de marzo)

A finales de abril, los Sanfedisti habían sometido la totalidad de Calabria y la mayor parte de Apulia, y en junio habían comenzado un asedio terrestre de la ciudad de Nápoles. En el asedio, fueron apoyados por la Marina Real británica bajo el mando del almirante Horatio Nelson, por lo que Ferdinando le dio a éste el título de Duque de Bronte, que el oficial inglés colocó en su firma para el resto de su vida. La República Napolitana acabó cayendo el 19 de junio de 1799, regresando la dinastía borbónica al trono napolitano.

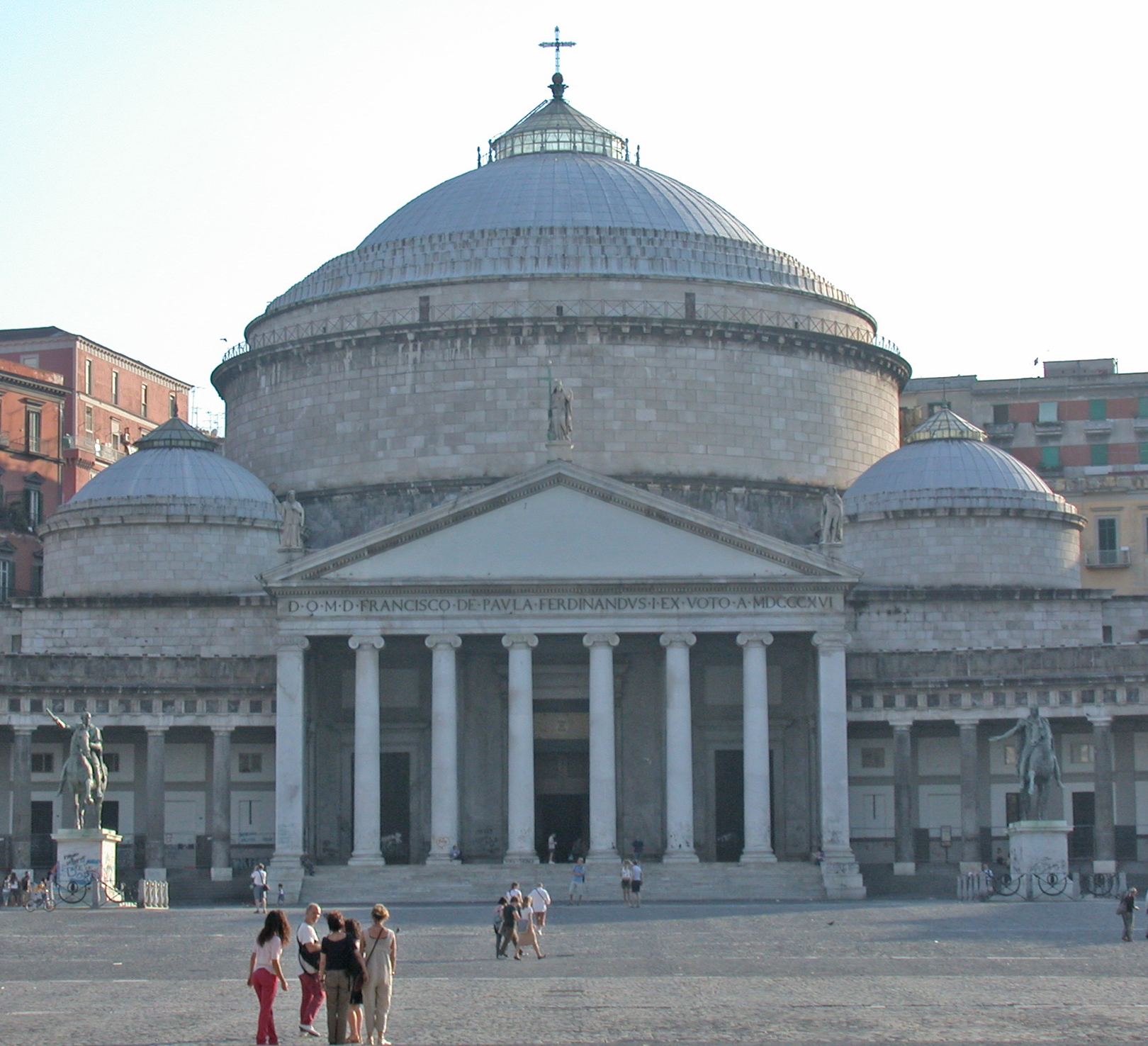
Basílica de San Francisco de Paula, en Nápoles. Neoclásica, terminó de construirse en 1816 por orden de Fernando I, a modo de ofrenda por su regreso.

## En los Estados Pontificios
También hubo presencia sanfedista en los Estados Pontificios, defendiendo la tradición católica y combatiendo a los carbonarios. Fundados por Giovanni Battista Bartolazzi, su propósito era el de contrarrestar tanto la acción liberal como la injerencia europea en la gestión del orden público. En un comienzo, fueron llamados "centuriones", pues se organizaban en centurias. El reclutamiento se realizó sin distinción de riqueza, y su acción puede dividirse en tres periodos: 
- En los primeros años, operaban a modo de sociedad secreta, con actos contrarrevolucionarios.
- En 1833, se dieron a conocer públicamente. Por aquel entonces, lo constituían 75.000 hombres y, en el periodo comprendido entre 1833 y 1847 (años de actividad en operaciones militares), llegó a alcanzar los 150.000 hombres.[6]
- Posteriormente, el cuerpo se disolvió, continuando con sus pesquisas de manera independiente.

## Las masacres sanfedistas
El ejército borbónico gozaba de mala reputación incluso fuera de las fronteras del reino, siendo compuesto en gran parte de criminales comunes indultados a cambio del servicio militar, a través de la institución jurídica del truglio. El mismo procedimiento fue utilizado por Ruffo para la formación del ejército sanfedista, que incluía a figuras como los bandoleros Michele Pezza, conocido como Fra Diavolo, y Antonio Capraro. El historiador Pietro Colletta describe muy bien la naturaleza heterogénea de este ejército, compuesto no solo por plebeyos liderados por caballeros, curas y frailes, quienes, al ver a un purpurado al mando, decidieron participar en esa guerra desordenada y caótica, sino también por soldados fugitivos o desmovilizados, malhechores y criminales escapados de la prisión aprovechando los disturbios.
Desde las primeras operaciones en Calabria, la marcha del ejército sanfedista estuvo marcada por masacres, crímenes y devastaciones, como los saqueos de Crotona y Paula. La masacre más grave y conocida es la que se llevó a cabo durante tres días en Altamura, en Apulia. Esta ciudad siguió el ejemplo de Nápoles proclamando la república el 8 de febrero de 1799; después de conquistarla, los sanfedistas no tuvieron piedad de los supervivientes, matando a mujeres, niños y ancianos e incluso profanando un convento de vírgenes. Tras la toma de Nápoles, también en la capital hubo devastaciones, asesinatos y robos. Hubo actos de grave violencia hacia la población en varios lugares del Mezzogiorno, como en las localidades molisanas de Térmoli y Casacalenda, y también más al norte, después del avance de los sanfedistas en la Italia central, como en Roma y el territorio de Lacio. Se destaca la devastación de Senigallia, ocurrida en junio de 1799 y descrita por Domenico Bossi. La comunidad hebrea fue sistemáticamente despojada de sus bienes; muchos judíos fueron asesinados, otros heridos, mientras que los supervivientes huyeron.